# 焦陂酒
焦陂酒是中华人民共和国安徽阜南焦陂镇出产的一种白酒。焦陂当地早年为小作坊居多。焦陂酒本身则源于1978年底县府决定成立酒厂，次年建成后即开始研制大曲酒，试制成功后省委正式批准焦陂酒厂隶属省商业厅，开始大规模生产。酒厂产品焦陂老窖、焦陂陈窖、焦陂大曲、焦陂特曲曾一度畅销。1986年，焦陂大曲、焦陂特曲获得省优质产品称号。焦陂酒为纯粮酿制的浓香型白酒，为一地方品牌，主要销售于本省内。